# Kayanza
Kayanza è un comune del Burundi situato nella provincia di Kayanza con 97 252 abitanti (censimento 2008).

## Geografia antropica

### Suddivisioni amministrative
Il comune è suddiviso in 35 colline.